# Catedral de Santo Isaac
A Catedral de Santo Isaac (em russo: Исаа́киевский Собо́р) é a maior e mais sumptuosa catedral ortodoxa de São Petersburgo, Rússia. A catedral, dedicada ao padroeiro de Pedro, o Grande, foi construída entre 1818 e 1858 em estilo predominantemente neoclássico, com a inserção de adornos bizantinos.
Antigamente, na zona do Almirantado existia uma pequena igreja de madeira dedicada a Santo Isaac da Dalmácia, que se substituiu por outra de pedra, que ficou imprestável em meados do século XVIII. Por último, no princípio do século XIX, decide-se erguer uma nova catedral. Participam no concurso destacados arquitectos da época. Saiu vencedor o jovem arquitecto francês Auguste de Montferrand. As obras prolongaram-se de 1818 até 1858.
Na decoração da Catedral de Santo Isaac empregaram-se 43 tipos de minerais. O zimbório foi revestido de granito, e o interior, paredes e chão de mármores russos, italianos e franceses, as colunas do retábulo foram revestidas de malaquita e lápis-lazúli. Para dourar a cúpula de 21,8 m de diâmetro, empregaram-se cerca de 100 kg de ouro. Adornam a catedral quase 400 obras entre esculturas, pinturas e mosaicos. Tem capacidade para 14 mil pessoas.

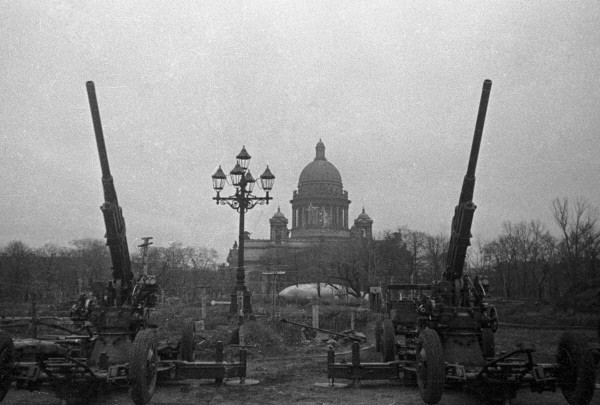
Catedral durante a Segunda Guerra Mundial

Desde 1931 que a catedral é um museu. Pode-se subir até à base da cúpula, de onde se desfruta de uma magnífica vista de São Petersburgo.

## Domo

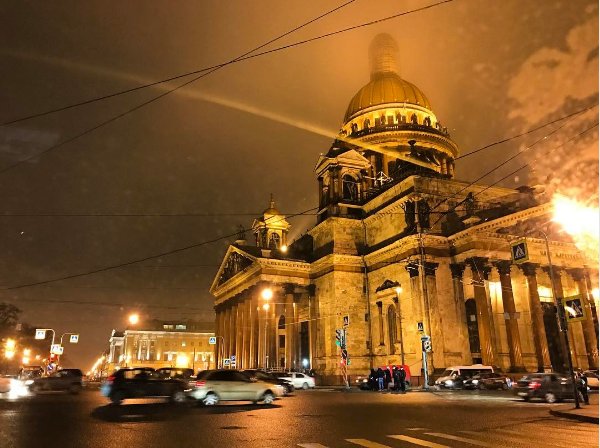
Saint Isaac's Cathedral. St. Petersburg, 2017

O domo principal da catedral da cúpula mede 101,5 metros (333 pés) e é banhado com ouro puro. A cúpula é decorada com doze estátuas de anjos por Josef Hermann. Esses anjos foram provavelmente os primeiros grandes esculturas produzidas pelo novo processo, que era uma alternativa para fundição de bronze tradicional de esculturas. O projeto de Montferrand de a cúpula é baseada numa estrutura de ferro fundido.